# Lagidium viscacia vulcani
El chinchillón andino (Lagidium viscacia vulcani) es una de las subespecies en que se subdivide la especie Lagidium viscacia, un roedor de la familia de las chinchillas. Se distribuye en el noroeste del Cono Sur de Sudamérica.

## Taxonomía
Esta subespecie fue descrita originalmente como una buena especie en el año 1919 por el mastozoólogo británico Michael Rogers Oldfield Thomas, bajo la combinación científica de Lagidium vulcani.
En el año 1940, J. R. Ellerman la combina como Lagidium viscaccia vulcani, con incorrecto nombre específico.
S. Anderson sinonimiza Lagidium viscacia vulcani en L. v. perlutea, lo cual no fue seguido por otros autores.
Holotipo
El holotipo designado es el catalogado como: BMNH 19.8.2.33. Se trata de un macho adulto colectado por Emilio Budín el 20 de marzo de 1919, con número de campo original: 538. Fue depositado en el Museo Británico y luego transferido al Museo de Historia Natural, de Londres.
Localidad tipo
La localidad tipo referida es: “cerro Casabindo (a una altitud de 4800 msnm), al sudoeste de Cochinoca, Jujuy, Argentina”.
Etimología
Etimológicamente, el término subespecífico vulcani refiere al lugar donde fue colectado el ejemplar tipo, las laderas del Casabindo, según el propio descriptor un cerro o volcán.

## Distribución
Esta subespecie se distribuye de manera endémica en el altiplano puneño del noroeste de la Argentina, en las provincias de Jujuy (norte) y Salta (al noroeste). y zonas contiguas de Bolivia.
Localidades
- Cerro Guadalupe (4100 m s. n. m.);
- Cuesta del Hurón, 29 km al oeste de Cienaguillas, sobre ruta provincial N° 64 (3835 m s. n. m.);
- Curques, 24 km al norte de Susques, sobre ruta provincial N° 74;
- Mina Pan de Azúcar, 13 km al sur, sobre río Cincel;
- Mina Pirquitas, 31 km al sudeste;
- Sierra de Quichagua, sobre ruta provincial N° 74 b (4200 m s. n. m.);
- Norte de Lizoite;
- Rinconada, 13 km al norte, por camino a Timón Cruz;
- Río Coyaguaima (4000 m s. n. m.);
- Sierra de Cochinoca;
- Yavi Chico;
- Miyuyoc (3750 m s. n. m.);
- Casabindo (4000 m s. n. m.);
- Cerro Casabindo (4800 m s. n. m.);[10]
- Cerro Casabindo, algunos kilómetros al oeste-noroeste;[11]
- Laguna de Pozuelos.[12]

## Características
Este taxón es un roedor de tamaño similar a Lagidium viscacia tucumana, la subespecie distribuida inmediatamente al sur de esta, pero el cráneo es más largo.
La longitud de la cabeza más el cuerpo es de 370 mm; la de la cola es de 301 mm; la del pie 90 mm y la de la oreja 71 mm.
Cuenta con una cabeza redondeada, grandes ojos oscuros y orejas siempre erectas, largas, protegidas por pelos. A ambos lados del hocico exhibe muy largas vibrisas, rígidas, oscuras, las que apuntan hacia abajo y hacia atrás. Crecen en forma continua tanto sus molariformes como sus incisivos; la coloración completamente blanca de estos últimos permite distinguirla de L. v. tucumana, taxón que los presenta amarillentos.
Posee un pelaje suave, denso y lanoso, el cual exhibe un patrón cromático dorsal grisáceo mezclado con anteado; la cabeza contrasta por ser más grisácea o ante blanquecina. Los flancos y el pecho son amarillentos. Ventralmente es ante claro; posee parches blancos axilares e inguinales.
Todas sus extremidades tienen 4 dedos los que, al igual que los pies, poseen pelos ante claro; las almohadillas plantares son las únicas zonas desnudas de pelaje de todo su cuerpo. Las anteriores son más cortas, y sus débiles uñas no le sirven para cavar. Las posteriores son mayores y cuentan con fuerte musculatura y largos pies, que le permite escapar de sus predadores saltando entre las rocas.
La cola es alargada y está cubierta por pelos largos, los que en su parte dorsal muestran mayor longitud y rigidez, concluyendo en su extremo en un mechón con forma de pincel; los pelos de la parte inferior de la cola son más oscuros. Esta, normalmente, se encuentra doblada hacia arriba; solamente la libera de esa posición cuando se desplaza entre las rocas, en razón de que cumple una función de balance para mantener la estabilidad durante sus grandes saltos.

## Historia natural
Muchos de los aspectos de su historia de vida se conocen poco o aún son especulativos, por lo que mayores estudios científicos se necesitan. 
Hábitat
Esta subespecie vive en altitudes comprendidas entre los 3300 y los 4800 m s. n. m.. Sus hábitats característicos siempre poseen abundantes rocas y vegetación no arbórea, rala, incluso desértica; especialmente prefieren acantilados, bardas aisladas, roquedales de cañadones y fuertes pendientes y enclaves rocosos que emergen de altiplanicies, siempre en ambientes agrestes.
Hábitos
Posee hábitos diurnos, con mayor actividad en las primeras y últimas horas del día. Es de costumbres gregarias, viviendo en grupos familiares o colonias. Cada individuo o pareja defiende un pequeño territorio, el cual se centra en la grieta entre las rocas que utilizan como guarida y una superficie de su derredor, la que incluye un área con tierra suelta que es empleada como revolcadero para empolvar su pelaje con el objetivo de que este conserve sus cualidades aislantes. También suele contar con una plataforma rocosa o balcón de descanso, donde toma baños de sol y sobre el cual la pareja realiza entre sí sesiones de espulgamiento y acicalamiento. Para mantenerse comunicados o alertar de la presencia de posibles predadores, emiten una serie de sonidos de contacto y alarma.
Dieta y depredadores
Se alimenta solamente de vegetales, en especial de gramíneas. Durante el invierno no hibernan; frente a temporadas de frío riguroso pueden descender altitudinalmente buscando mejores condiciones de vida.
Entre sus posibles predadores se encontrarían el puma (Puma concolor), el zorro colorado andino o culpeo (Lycalopex culpaeus andinus)  y grandes aves rapaces como el águila mora (Geranoaetus melanoleucus) o el búho ñacurutú (Bubo virginianus).
Reproducción
Se conoce muy poco de sus hábitos de cría. La temporada reproductiva abarcaría desde la primavera hasta el fin del verano. La hembra podría ser poliéstrica, pudiendo parir 2 o 3 veces cada año, si las condiciones le son propicias. Luego de un periodo de gestación de entre 120 y 140 días, dentro de su refugio entre las rocas da a luz a una única cría (raramente 2), la que ya nace con buen desarrollo, los ojos abiertos y la capacidad de complementar con vegetales la lactancia materna, la cual dura unos 60 días. Al llegar su peso a 1 kg, alcanza su madurez sexual, esto ocurre entre los 7 y los 12 meses de vida.
Conservación
Su captura por los humanos fue mayor en el pasado. Es cazada solo localmente, para aprovechar su carne y, en menor medida, su piel, de escasa calidad y valor comercial. Al poseer un hábitat poco utilizable desde el punto de vista agropecuario, no ha sido alterado, por lo cual el estado de conservación de sus poblaciones no presentaría problemas. 